# Fairey Gannet

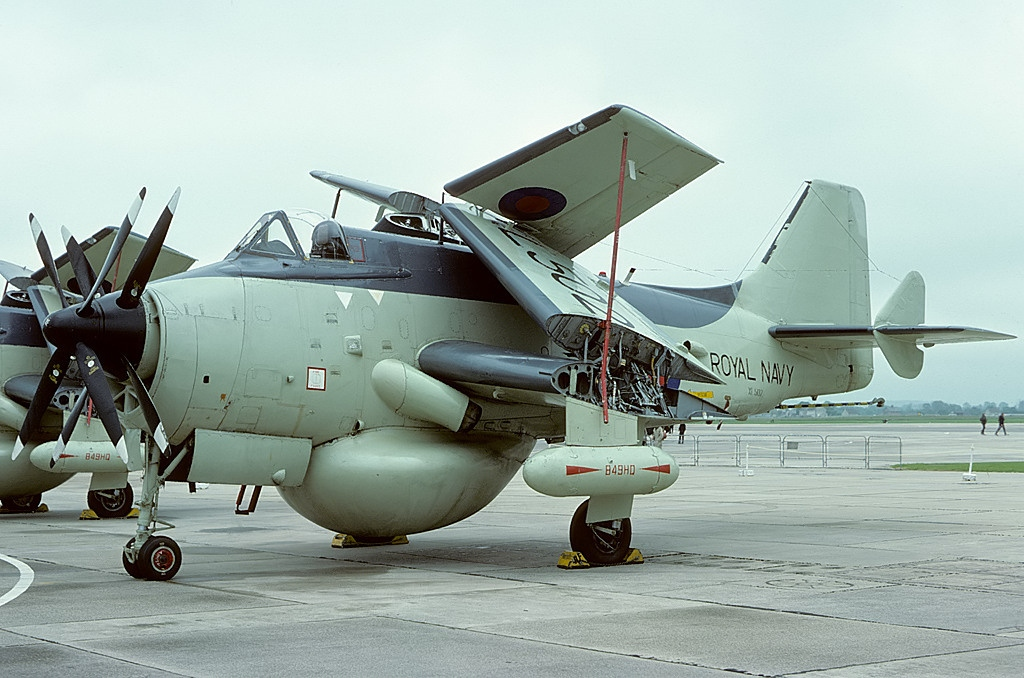
Fairey Gannet (AEW.3) der Royal Navy mit eingefalteten Tragflächen (Aufklärungsversion mit Radom unter dem Rumpf)

Die Fairey Gannet wurde 1946 im Auftrag der Royal Navy als erstes trägergestütztes, zur U-Boot-Jagd optimiertes Kampfflugzeug mit Turboprop-Antrieb von dem britischen Flugzeughersteller Fairey Aviation entwickelt. Spätere Versionen dienten zur luftgestützten Luftraumaufklärung und -überwachung (englisch Airborne Early Warning; AEW). Gannet ist das englische Wort für Basstölpel, einen gansgroßen Seevogel. Das Flugzeug wurde so benannt, weil es mit gefalteten Flügeln auf dem Träger stehend diesem Tier ähnelt.

## Geschichte
Der Erstflug des Prototyps fand am 19. September 1949 statt. Es folgten ausgiebige Testflüge, die erste Decklandung erfolgte 1950. Die Testflüge führten u. a. dazu, dass die ursprüngliche Besatzungsstärke von zwei auf drei Mann erhöht wurde. Die Fairey Gannet setzte sich im Vergleichsfliegen gegen die Blackburn Y.B.1 (Blackburn B-88, Luftfahrzeugkennzeichen WB797) durch. Im Jahre 1951 wurde mit dem Serienbau der Version A.S.3 begonnen und erst 1955 wurden die ersten leistungsgesteigerten Serienmaschinen der Version A.S.4 an die britische Marine ausgeliefert und auf den Flugzeugträgern Illustrious, Ark Royal und Eagle eingesetzt und lösten dort die Fairey Fireflies und Grumman Avengers ab.
Insgesamt wurden bei Fairey 255 Gannets gebaut. In den 1970er-Jahren wurden die Gannets bei der britischen Marine durch die weniger Platz beanspruchenden Helikopter vom Typ Westland Wessex ersetzt. In Australien und Indonesien waren Gannets bis in die 1980er-Jahre im Einsatz.

## Versionen
| Version | Rolle s. a. Bezeichnungssystem für Luftfahrzeuge der britischen Streitkräfte        | Anzahl (gebaut) | Bemerkung                         |
| ------- | ----------------------------------------------------------------------------------- | --------------- | --------------------------------- |
| AS.1    | U-Jagd (englisch Anti-Submarine Warfare)                                            | 183             |                                   |
| T.2     | Trainer Version für AS.1                                                            | 38              | davon 1 umgebaut aus Version AS.1 |
| AEW.3   | luftgestützte Luftraumaufklärung und -überwachung (englisch Airborne Early Warning) | 44              | davon 1 umgebaut aus Version AS.1 |
| AS.4    | U-Jagd                                                                              | 75              | bei der Bundesmarine als AS.Mk4   |
| COD.4   | Trägerversorgung (englisch Carrier Onboard Delivery)                                | 6               | Umbau aus AS.4                    |
| T.5     | Trainer Version für AS.4                                                            | 11              | davon 3 umgebaut aus Version T.2  |
| ECM.6   | Elektronische Kampfführung (englisch Electronic Countermeasures)                    | 9               | Umbau aus AS.4                    |
| AEW.7   | luftgestützte Luftraumaufklärung und -überwachung                                   | 0               |                                   |

## Nutzer

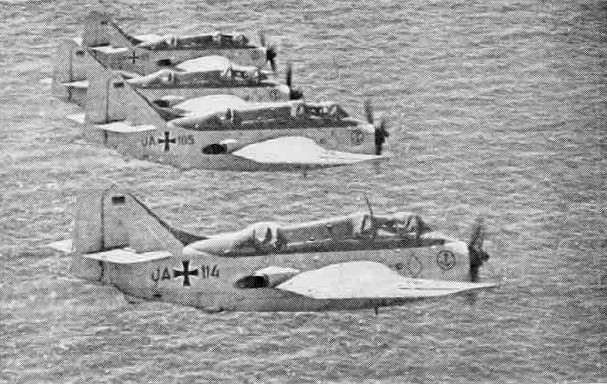
Fairey Gannet der deutschen Bundesmarine

### Nutzerstaaten
Australien
- Royal Australian Navy (36 Maschinen)

 Deutschland
- Bundesmarine (16 Maschinen)

 Indonesien
- Indonesische Marine

 Vereinigtes Königreich
- Fleet Air Arm

### Einsatz bei der Bundesmarine

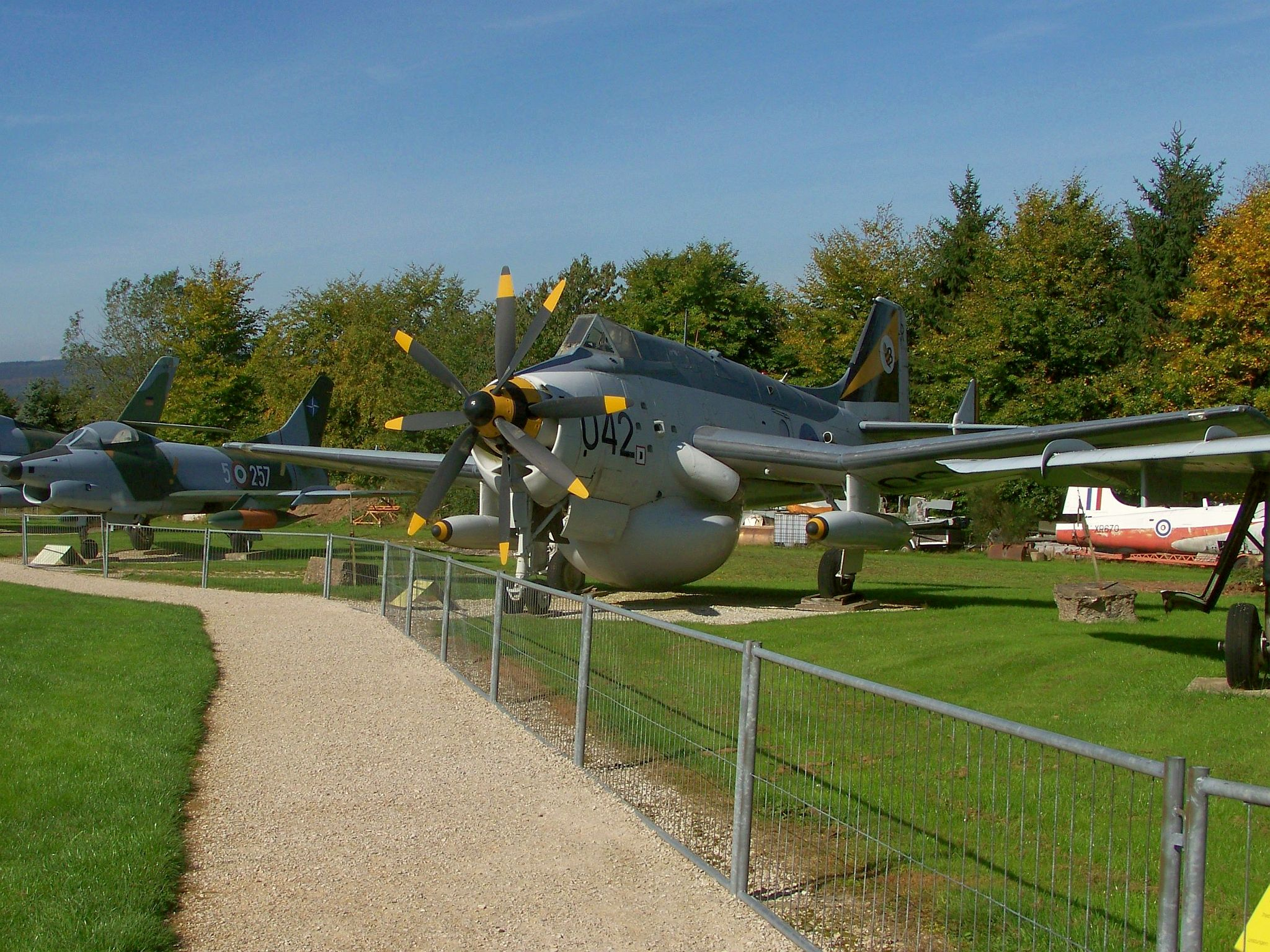
Fairey Gannet AEW.3 mit Radom in der Flugausstellung Hermeskeil

Im Jahre 1958 übernahmen die deutschen Marineflieger 16 Maschinen, davon 15 Einsatzflugzeuge und eine Trainerversion T.5 (erkennbar am fehlenden Radom und dem bei dieser Ausführung vorhandenen Periskop). Am 1. August 1958 wurde der Flugbetrieb als einer der ersten Marinefliegerstaffel auf dem Fliegerhorst Schleswig bei Jagel aufgenommen.
Fairey Gannet waren beim Marinefliegergeschwader 2 und später beim Marinefliegergeschwader 3 im Einsatz. Die Flugzeuge wurden 1966 durch die Breguet 1150 Atlantic ersetzt.

## Zwischenfälle
Vom Erstflug 1949 bis zum Einsatzende in den 1980er-Jahren kam es mit Fairey Gannet beim britischen Fleet Air Arm und der Bundesmarine zu 52 Totalschäden. Bei 21 davon kamen 44 Personen ums Leben. Zahlen über Verluste bei der indonesischen Marine und der Royal Australian Navy liegen nicht vor.
Während der Verwendung bei der Bundeswehr ereignete sich am 12. Mai 1966 ein Absturz mit drei Toten, als ein Flugzeug (Luftfahrzeugkennzeichen UA+115) bei Oberbeuren unmittelbar nach dem Start vom Fliegerhorst Kaufbeuren verunglückte.

## Technische Daten
| Kenngröße             | Gannet AS.Mk4 |
| --------------------- | --- |
| Besatzung             | 3 |
| Länge                 | 13,57 m |
| Spannweite            | 16,56 m / gefaltet 5,94 m |
| Höhe                  | 4,13 m / gefaltet 4,19 m |
| Leermasse             | 6841 kg |
| Gesamtmasse           | ca. 9000 kg |
| Antrieb               | 1 × Armstrong Siddeley Double Mamba-Turboprop-Triebwerk (bestehend aus zwei Armstrong Siddeley Mamba, die jeweils einen der beiden koaxial angeordneten Propeller gegenläufig antrieben) 2015 kW/2740 PS |
| Marschgeschwindigkeit | ca. 400 km/h |
| Höchstgeschwindigkeit | 479 km/h |
| Steigleistung         | 605 m/min |
| Dienstgipfelhöhe      | 7620 m |
| Normale Reichweite    | 1600 km |
| Bewaffnung            | 2 Torpedos oder 2 × 450-kg-Fallschirmminen, Wasserbomben, 16 Stk. 27-kg-Raketen, 10 Sonobojen |

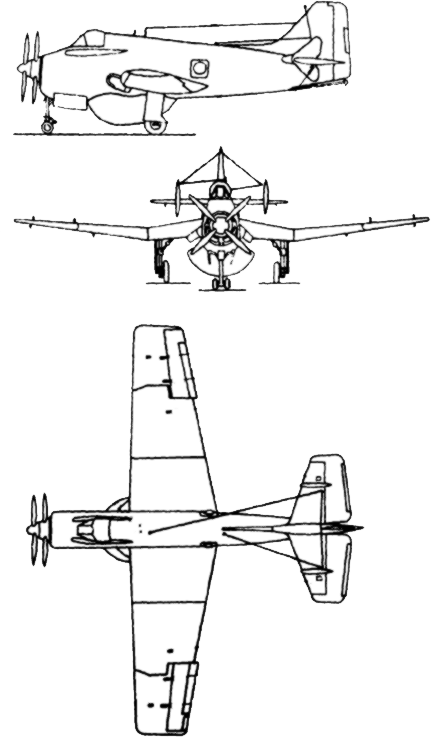
Dreiseitenriss der Fairey Gannet AEW.3

Das zweite Triebwerk konnte nach dem Start des ersten Triebwerks mit dem Luftstrom des schon drehenden Propellers angeworfen werden.

## Erhaltene Maschinen
In Deutschland sind insgesamt vier Maschinen in Museen ausgestellt. Jeweils ein Exemplar befindet sich im Militärhistorischen Museum des Bundeswehr in Berlin-Gatow, dem Technikmuseum Speyer, in der Flugausstellung Hermeskeil sowie dem Aeronauticum in Nordholz. Weitere Maschinen befinden sich in verschiedenen ausländischen Museen, außerdem existierte mit der Maschine XL502 Ende der 1980er-Jahre sowie derzeit (2015) eine flugfähige Gannet (XT752) in den Vereinigten Staaten.